# Anna-Lena Fritzon
Anna-Lena Katarina Fritzon (ur. 7 marca 1965 w Falun) – szwedzka biegaczka narciarska, dwukrotna medalistka mistrzostw świata juniorów.

## Kariera
W 1984 roku wystąpiła na mistrzostwach świata juniorów w Trondheim, gdzie była osiemnasta w biegu na 10 km techniką klasyczną, a w sztafecie była czwarta. Na rozgrywanych rok później mistrzostwach świata juniorów w Täsch była najlepsza w biegu na 10 km, a w sztafecie zdobyła srebrny medal.
Pierwsze punkty w zawodach Pucharu Świata zdobyła 9 marca 1985 roku w Falun, zajmując trzecie miejsce w biegu na 10 km. Tym samym jednocześnie od razu wywalczyła pierwsze pucharowe podium. W kolejnych startach jeszcze jeden raz uplasowała się w czołowej trójce: 15 stycznia 1988 roku w Toblach była druga w biegu na 20 km stylem dowolnym. W klasyfikacji generalnej sezonu 1987/1988 zajęła ostatecznie 15. miejsce.
W 1989 roku wystąpiła na mistrzostwach świata w Lahti, gdzie była między innymi czwarta w sztafecie, dwunasta w biegu na 30 km techniką dowolną oraz czternasta w biegu na 15 km stylem klasycznym. Na rozgrywanych cztery lata później mistrzostwach świata w Falun zajęła szóste miejsce w sztafecie i dziesiąte na dystansie 30 km stylem dowolnym. Była również szósta w sztafecie i dziewiąta w biegu na 20 km stylem dowolnym podczas igrzysk olimpijskich w Calgary w 1988 roku.

## Osiągnięcia

### Igrzyska olimpijskie
| Miejsce | Dzień     | Rok  | Miejscowość | Konkurencja             | Czas biegu | Strata  | Zwyciężczyni     |
| ------- | --------- | ---- | ----------- | ----------------------- | ---------- | ------- | ---------------- |
| 13.     | 14 lutego | 1988 | Calgary     | 10 km stylem klasycznym | 30:08,3    | +1:11,0 | Vida Vencienė    |
| 17.     | 17 lutego | 1988 | Calgary     | 5 km stylem klasycznym  | 15:04,0    | +51,6   | Marjo Matikainen |
| 6.      | 21 lutego | 1988 | Calgary     | Sztafeta 4 × 5 km       | 59:51,1    | +2:33,8 | ZSRR             |
| 9.      | 25 lutego | 1988 | Calgary     | 20 km stylem dowolnym   | 55:33,6    | +2:43,8 | Tamara Tichonowa |
| 19.     | 13 lutego | 1994 | Lillehammer | 15 km stylem dowolnym   | 39:44,5    | +4:42,4 | Manuela Di Centa |
| 35.     | 15 lutego | 1994 | Lillehammer | 5 km stylem klasycznym  | 14:08,8    | +1:44,1 | Lubow Jegorowa   |
| 6.      | 21 lutego | 1994 | Lillehammer | Sztafeta 4 × 5 km       | 57:12,5    | +2:53,3 | Rosja            |

### Mistrzostwa świata
| Miejsce | Dzień     | Rok  | Miejscowość | Konkurencja             | Czas biegu | Strata  | Zwyciężczyni      |
| ------- | --------- | ---- | ----------- | ----------------------- | ---------- | ------- | ----------------- |
| 26.     | 19 lutego | 1989 | Lahti       | 10 km stylem dowolnym   | 27:04,5    | +2:34,0 | Jelena Välbe      |
| 14.     | 21 lutego | 1989 | Lahti       | 15 km stylem klasycznym | 47:46,6    | +2:43,2 | Marjo Matikainen  |
| 4.      | 23 lutego | 1989 | Lahti       | Sztafeta 4 × 5 km       | 54:49,8    | +1:39,5 | Finlandia         |
| 12.     | 25 lutego | 1989 | Lahti       | 30 km stylem dowolnym   | 1:29:59,7  | +3:14,9 | Jelena Välbe      |
| 31.     | 21 lutego | 1993 | Falun       | 5 km stylem klasycznym  | 14:07,6    | +1:04,7 | Larisa Łazutina   |
| 19.     | 23 lutego | 1993 | Falun       | 5+10 km pościgowy       | 40:19,0    | +2:14,8 | Stefania Belmondo |
| 6.      | 25 lutego | 1993 | Falun       | Sztafeta 4 × 5 km       | 54:15,7    | +1:57,2 | Rosja             |
| 10.     | 27 lutego | 1993 | Falun       | 30 km stylem dowolnym   | 1:22:41,3  | +4:23,3 | Stefania Belmondo |

### Mistrzostwa świata juniorów
| Miejsce | Dzień     | Rok  | Miejscowość | Konkurs                 | Wynik   | Strata  | Zwyciężczyni    |
| ------- | --------- | ---- | ----------- | ----------------------- | ------- | ------- | --------------- |
| 18.     | 3 lutego  | 1984 | Trondheim   | 10 km stylem klasycznym | 32:48,5 | +1:45,6 | Anfisa Romanowa |
| 4.      | 5 lutego  | 1984 | Trondheim   | Sztafeta 3 × 5 km       | 52:27,8 | +1:27,5 | Norwegia        |
| 1.      | 14 lutego | 1985 | Täsch       | 10 km stylem klasycznym | 31:24,3 | -       | -               |
| 2.      | 16 lutego | 1985 | Täsch       | Sztafeta 3 × 5 km       | 44:47,1 | +12,7   | ZSRR            |

### Puchar Świata

#### Miejsca w klasyfikacji generalnej
- sezon 1984/1985: 24.
- sezon 1985/1986: 38.
- sezon 1987/1988: 15.
- sezon 1988/1989: 42.
- sezon 1992/1993: 26.
- sezon 1993/1994: 36.

#### Miejsca na podium
| Nr | Dzień       | Rok  | Miejscowość | Konkurencja           | Czas biegu | Strata | Miejsce | Zwycięzca             |
| -- | ----------- | ---- | ----------- | --------------------- | ---------- | ------ | ------- | --------------------- |
| 1. | 9 marca     | 1986 | Falun       | 10 km                 | ?          | ?      | 3.      | Anette Bøe            |
| 2. | 15 stycznia | 1988 | Dobbiaco    | 20 km stylem dowolnym | ?          | ?      | 2.      | Simone Greiner-Petter |